# Куликян, Вараздат Макарович
Вараздат Макарович Куликян (10 января 1921—2013, село Кизыл-Килиса, Грузинская демократическая республика) — участник Великой Отечественной войны, командир отделения 280-го сапёрного батальона 89-й стрелковой дивизии, полный кавалер ордена Славы.
Родился в селе в семье рабочего, армянин. Окончил 4 класса, трудился в колхозе.
В декабре 1941 года призван в Красную армию. С июня 1942 — на фронте; участвовал в боях под Новороссийском, в высадке десанта на Таманский полуостров, в боях за Крым.
С 1943 года — член ВКП(б)/КПСС.
27 февраля 1944 года в боях в районе города Керчь сапёр красноармеец В. Куликян под огнём проделал два прохода в минных полях и проволочных заграждениях противника, с бойцами навёл переправу через реку Камерлез для наступающих стрелковых подразделений.
9 мая 1944 года в боях под Севастополем в условиях постоянного продвижения войск проявил смелость при оборудовании в короткий срок командно-наблюдательных пунктов.
Приказом командира 89-й стрелковой дивизии от 8 июня 1944 года за проявленное в боях мужество награждён орденом Славы 3-й степени.
6 февраля 1945 года отделение под командованием ефрейтора В. Куликяна под сильным артиллерийским и миномётным огнём противника восстановило переправу через Одер и обеспечило переправу на левый берег 390-го стрелкового полка. С 16 февраля по 15 марта 1945 года, после того, как переправу повторно разбомбили, на сапёрной лодке и на пароме беспрерывно доставлял боеприпасы и продовольствие под артиллерийским огнём противника на плацдарм на левом берегу реки Одер. Ночью 15 марта 1945 года при выполнении обратного рейса паром был разрушен огнём противника. В. Куликян спас трёх тяжелораненых бойцов, оказавшихся в ледяной воде. С отделением в течение трёх ночей установил на плацдарме свыше тысячи противопехотных и противотанковых мин, чем способствовал отражению контратак противника. Приказом командующего 33-й армией от 16 марта 1945 года награждён орденом Славы 2-й степени.
В ходе наступательных боёв 13 и 14 апреля 1945 года под огнём противника устроил два прохода в минных полях и заграждениях. В ночь на 2 мая 1945 года взорвал железобетонные укрепления на территории одного из парков Берлина, чем способствовал уничтожению скрывавшейся в них группы фашистов. Указом Президиума Верховного Совета СССР от 15 мая 1946 года за мужество, отвагу и героизм, проявленные в борьбе с немецко-фашистскими захватчиками, ефрейтор В. М. Куликян награждён орденом Славы 1-й степени (№ 3749).
В 1946 году демобилизован в звании старшего сержанта. Жил в родном селе. Заведовал животноводческой фермой.

## Награды
- Орден Славы 1-й, 2-й и 3-й степени
- Орден Отечественной войны 1-й и 2-й степени
- Орден Красной Звезды
- медали.